# Chemins de fer royaux bavarois
Les Chemins de fer royaux bavarois, en allemand Königlich Bayerische Staats-Eisenbahnen abrégé K.Bay.Sts.B, ont été fondés en 1844 sous le règne de Louis Ier de Bavière. Ils se sont développés jusqu'à la fin de la Première Guerre mondiale, avec un réseau ferré de 8 526 km (incluant les chemins de fer palatins (de)), second réseau d'Allemagne derrière les chemins de fer prussiens. 
Le 24 avril 1920, les chemins de fer de l'État libre de Bavière se réunissent avec les sociétés des autres États allemands pour former la Deutsche Reichsbahn.